# Ana María Cano González
Ana Maria Cano González (Somiedo, Astúries, 12 de maig de 1950) és una filòloga asturiana, catedràtica de la Universitat d'Oviedo i presidenta de l'Acadèmia de la Llengua Asturiana des del 2001 i fins a 2017.

## Dades biogràfiques
Traslladada de petita amb la seva família a Oviedo, estudià Magisteri i aprovà les oposicions de Mestra de Primària, amb el número 1 de la promoció, el 1967. Seguí els estudis de Filosofia i Lletres a la Universitat d'Oviedo, on es llicencià el 1972 i doctorà el 1975. Començà a exercir la docència a l'esmentada universitat el 1972 i n'obtingué la càtedra de Filologia Romànica el 1999. Fou degana de la Facultat de Filologia des de 1997 fins a 2008, quan dimití per la seva disconformitat per l'exclusió dels estudis de la llengua asturiana de la planificació dels nous títols universitaris de grau.
El 1981 col·laborà a la creació de l'Acadèmia de la Llengua Asturiana i n'esdevingué presidenta el 25 de maig del 2001, succeint en el càrrec Xosé Lluis García Arias. Fou reelegida diverses vegades, la darrera el juny de 2013 per 4 anys més. El juny de 2017 abandonà el càrrec.
Pertany a diverses institucions acadèmiques, entre elles: la Societé de Linguistique Romane, Asociación de Historia de la Lengua Española, International Council of Onomastic Sciences i la Xunta de Toponimia del Principau d'Asturies.
Dirigeix, des del 2001, la revista Lletres Asturianes, butlletí oficial de l'Academia de la Llingua Asturiana, i és corresponsal de diverses revistes com ara els Estudis Romànics, publicada per l'Institut d'Estudis Catalans, o la Rivista Italiana di Onomastica.

## Publicacions
A part d'una munió d'articles sobre toponímia, lexicografia i onomàstica asturianes té publicades diverses obres:
- El habla de Somiedo, tesi doctoral (1975).
- Vocabulario del bable de Somiedo (Institutu d'Estudios Asturianos, 1982).
- Averamientu a la hestoria de la llingua asturiana (Caja de Asturias, «Conocer Asturias», gener 1987).
- Notas de Folklor Somedán (Collecha Asoleyada, 1989).
- Estudios de diacronía asturiana (1) (Llibrería Llingüística, 2008).
- El habla de Somiedo (occidente de Asturias) (Llibrería Llingüística, 2009).

Així mateix, des d'octubre de 1995, és corresponsable de la publicació del Dictionnaire historique de l'anthroponymie romane. Patronymica Romanica, de l'editorial Max Niemeyer, de Tübingen.